# Society for Sale
Society for Sale is een Amerikaanse dramafilm uit 1918 onder regie van Frank Borzage.

## Verhaal
De mannequin Phyllis Clyne overtuigt een berooide edelman om haar in de hogere kringen voor te stellen als adel. Ze worden verliefd en als blijkt dat de overleden vader van Phyllis echt een adellijke titel bezat, besluiten ze te trouwen.

## Rolverdeling
| Acteur          | Personage       |
| --------------- | --------------- |
| William Desmond | Honorable Billy |
| Gloria Swanson  | Phyllis Clyne   |
| Herbert Prior   | Lord Sheldon    |
| Charles Dorian  | Furnival        |
| Lillian West    | Vi Challoner    |
| Lillian Langdon | Lady Mary       |